# Kaltag
Kaltag (in Koyukon: Ggaał Doh ) è una città degli Stati Uniti d'America situata nella Census Area di Yukon-Koyukuk dello stato dell'Alaska.

## Geografia fisica
Kaltag si trova sulla riva occidentale del fiume Yukon, su una scogliera ai piedi del versante orientale delle Nulato Hills, a ovest della Innoko National Wildlife Refuge.
Il sito costituisce l'estremità orientale del Kaltag Portage, un antico percorso attraverso la valle del fiume Unalakleet che collega Kaltag con Unalakleet sulla costa del Norton Sound.
Kaltag è uno dei punti di passaggio della famosa corsa con i cani da slitta chiamata Iditarod Trail Sled Dog Race, che si tiene ogni anno fra Anchorage e Nome. In particolare il checkpoint di Kaltag è l'ultimo posto sullo Yukon, ed anche quello dove si ricongiungono le due rotte della corsa, quella Nord, passante per Nulato, e quella Sud che passa per Eagle Island, prima del tratto finale verso Nome.
Kaltag dispone di un aeroporto pubblico, il Kaltag Airport, (codice IATA "KAL"), posto a circa 2 km a sud-ovest dal centro abitato.

## Storia
Il nome Kaltag venne assegnato dai Russi durante il loro possesso del territorio. Nel 1880 su una carta sono indicati due villaggi lungo la riva destra dello Yukon chiamati Kaltag inferiore e Kaltag superiore. In un altro scritto del 1886 si parla di un villaggio di nativi posto 34 miglia a valle di Nulato chiamato Kaltaga.
Il sito di Kaltag si trova in una regione abitata dal popolo dei Koyukon, un gruppo di nativi di lingua athabaska ed in epoca storica era usato come cimitero per i villaggi circostanti. I Koyukon, prevalentemente cacciatori, usavano il sito di Kaltag come campo di appoggio stagionale durante le loro campagne di caccia e pesca. Nel 1839 una epidemia di vaiolo decimò la popolazione.
Nel 1876, con il passaggio dell'Alaska agli Stati Uniti, Kaltag venne raggiunta da una line telegrafica militare che collegava il nord dello Yukon. In quel periodo vi fu anche una intensa attività missionaria nella zona, che portò alla apertura nel 1887 di una missione con relativa scuola presso Nulato da parte della chiesa cattolica romana. Negli anni successivi, con la scoperta dell'oro, le attività crebbero ulteriormente e nel 1900, durante il picco della corsa all'oro in Alaska, c'erano 46 battelli a vapore in funzione sullo Yukon. Tutto questo movimento di persone portò anche problemi e nel 1900 una epidemia di morbillo causò la morte di circa un terzo della popolazione locale.
Kaltag venne fondata poco dopo tale epidemia dall'unione dei sopravvissuti di alcuni villaggi stagionali posti nelle vicinanze che si concentrarono in Kaltag per potersi riorganizzare. Negli anni successivi Kaltag ebbe un periodo di rapidi cambiamenti economici dovuti all'attività mineraria ed al traffico dei battelli a vapore sullo Yukon. Le attività minerarie legate all'oro cessarono di fatto nel 1906, ma vennero sostituite da quelle relative alla miniera di piombo scoperta nella vicina Galena nel 1919. Un ufficio postale venne aperto a Kaltag nel 1903, poi chiuso nel 1904, riaperto nel 1909 fino al 1920, quindi riaperto di nuovo nel 1933. La prima scuola di Kaltag è stata aperta nel 1925.
Nel 1960 sono state costruite delle strutture moderne, fra cui un aeroporto e un piccolo ospedale. La città è stata costituita come area incorporata nel 1969.